# Факултет математике, информатике и механике Универзитета у Варшави
Факултет математике, информатике и механике Универзитета у Варшави, (оригинални назив на пољском језику: Wydział Matematyki, Informatyki i Mechaniki Uniwersytetu Warszawskiego) је факултет Универзитета у Варшави. 

## Историјат факултета
Од 1964. године на тадашњем Математичко-физичком факултету постојала је Катедра за нумеричке методе коју је од Катедре за општу математику основао Станислав Турски. Ова промена имена одражавала је појаву нове области истраживања и наставе на Универзитету у Варшави, што је било могуће, између осталог, захваљујући куповини рачунара ГИЕР од стране Универзитета у Варшави.
Године 1968., када је Математичко-механички факултет издвојен из Математичко-физичког факултета, Катедра за нумеричке методе је трансформисана у Институт, у почетку назван Институт за математичке машине.
Године 1975. Институт за математичке машине се спојио са Рачунским центром Факултета, чиме је настао Институт за рачунарство. Истовремено, назив Факултета је промењен у Математички, Рачунарски и Механички. Први директор Института био је Станислав Турски.
До 1991. године седиште факултета била је Палата културе и науке. Одељење је заузимало просторије на 7-9 спратовима. У згради у ул. Банаха 2 је била локација Војно-политичке академије до 1990. године Feliks Dzierżyński.

## Образовни смерови
Факултет пружа редовно образовање из следећих области:
- математика – програми: математика, интердисциплинарне студије економије и математике, симултане студије информационих технологија и математике,
- информатика – програми: информатика, симултане студије информатике и математике,
- биоинформатика,
- машинско учење (мастер студије на енглеском).

Поред тога, докторске студије се изводе у следећим дисциплинама:
- математика (специјалности: анализа, алгебра, геометрија, топологија, математичка логика, основе математике, примењена математика)
- информациона технологија

## Структура факултета
Институт за рачунарство
Институт за математику
Институт за примењену математику и механику
Катедра за математичке методе у економији, финансијама и осигурању